# Resolutie 598 Veiligheidsraad Verenigde Naties
Resolutie 598 van de Veiligheidsraad van de Verenigde Naties werd aangenomen op 20 juli 1987, ten tijde van de Irak-Iranoorlog. 

## Achtergrond
In deze oorlog viel Irak het buurland Iran aan. De oorlog duurde zeven jaar, waarbij gebruik werd gemaakt van biologische en chemische wapens. De Veiligheidsraad zag zich genoodzaakt om deze resolutie aan te nemen.
Irak nam de resolutie aan, maar Iran weigerde omdat Irak niet als schuldige werd aangewezen.

## Inhoud
De Veiligheidsraad stelde unaniem en met grote bezorgdheid vast dat de situatie tussen Irak en Iran internationale wetten en afspraken schond, alsmede dat mensenrechten en de vrede tussen de twee landen waren gebroken.
De Veiligheidsraad stelde verder dat Irak moest stoppen, zonder enige terughoudendheid of vertraging, met vijandigheden tegen Iran alsmede het Iraanse leger, in de lucht, op zee en op de grond, en zich onmiddellijk moest terugtrekken naar internationaal erkende grenzen. Dit alles als eerste stap naar onderhandelingen voor het oplossen van het conflict.
Aan secretaris-generaal Javier Pérez de Cuéllar werd het verzoek gericht internationale waarnemers naar het conflict te sturen. Irak werd met klem verzocht zijn in deze oorlog genomen krijgsgevangen vrij te laten. Irak en Iran werden opgeroepen om mee te werken met de secretaris-generaal om tot een rechtlijnig, redelijk akkoord te komen. Alle andere staten werden verzocht om mee te werken aan de resolutie en geen handelingen te verrichten die voor verdere escalatie of voortzetting van het conflict kunnen zorgen. Aan de secretaris-generaal werd gevraagd om, met inspraak van Irak en Iran, een onpartijdige partij te vertrouwen met de taak te onderzoeken wie verantwoordelijk was voor het conflict en dit zo snel mogelijk aan de raad te verwittigen. De secretaris-generaal werd ook verzocht om de grootschaligheid van de aangerichte schade in dit conflict te erkennen en om, door internationale onderzoekers, de verwoesting en de benodigde wederopbouw te laten onderzoeken en hier de raad zo snel mogelijk over te verwittigen. Verder werd aan de secretaris-generaal gevraagd om, met inspraak van Irak, Iran en omliggende staten, verdere maatregelen te bespreken om de stabiliteit en veiligheid in de regio te verhogen. Aan de secretaris-generaal werd gevraagd om de raad over de gevolgtrekking van deze resolutie te informeren.
De Veiligheidsraad besloot om indien nodig opnieuw bijeen te komen, en dan nieuwe stappen te overwegen die ertoe moesten leiden dat deze resolutie werd nageleefd.

## Verwante resoluties
- Resolutie 582 Veiligheidsraad Verenigde Naties (1986)
- Resolutie 588 Veiligheidsraad Verenigde Naties (1986)
- Resolutie 612 Veiligheidsraad Verenigde Naties (1988)
- Resolutie 616 Veiligheidsraad Verenigde Naties (1988)

Lijst ·  594 ·  595 ·  596 ·  597 ·  598 ·  599 ·  600 ·  601 ·  602 ·  603 ·  604 ·  605 ·  606